# Patrulater exscriptibil

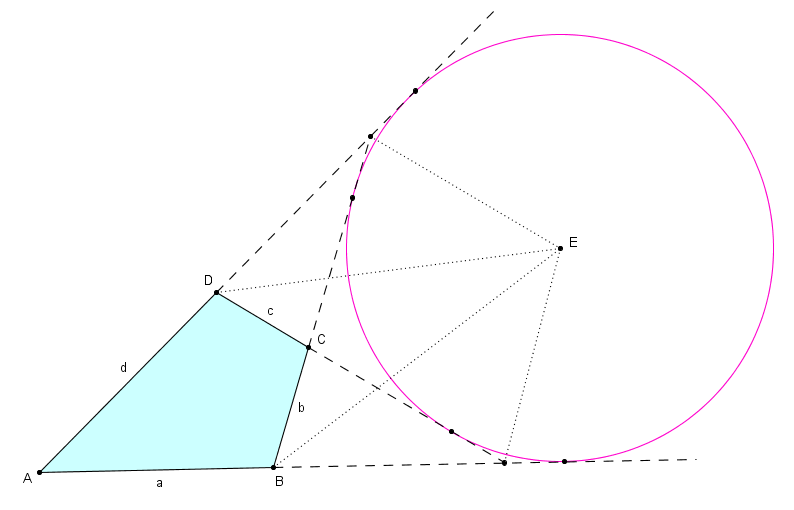
Un patrulater ABCD și cercul său exînscris

În geometria euclidiană, un patrulater exscriptibil este un patrulater convex unde extensiile tuturor celor patru laturi sunt tangente la un cerc din afara patrulaterului. Centrul cercului exînscris se află la intersecția bisectoarelor a șase unghiuri. Acestea sunt bisectoarele a două unghiuri interioare opuse, bisectoarele unghiurilor exterioare ale celorlalte vârfuri (suplementarele celorlalte unghiuri interne) și bisectoarele unghiurilor formate la intersecția prelungirilor laturilor opuse (În figura de alături sunt trasate cu linii punctate segmente din doar patru din cele șase bisectoare). Patrulaterele exscriptibile sunt strâns legate de patrulaterele circumscriptibile (la care cele patru laturi sunt tangente la un cerc).

## Cazuri particulare
Romboizii sunt exemple de patrulatere exscriptibile. Paralelogramele, pătratele, romburile și dreptunghiurile satisfac caracteristicile din secțiunea următoare, astfel că pe baza lor pot fi considerate patrulatere exscriptibile, însă cercul exînscris are raza infinită deoarece nu poate fi tangent la ambele perechi de prelungiri de laturi opuse (deoarece sunt paralele). Patrulaterele convexe ale căror laturi formează o progresie aritmetică sunt întotdeauna exscriptibile deoarece satisfac caracteristica din secțiunea următoare privind lungimile laturilor.

## Caracteristici
Un patrulater convex este exscriptibil dacă și numai dacă există șase bisectoare concurente. Acestea sunt bisectoarele a două unghiuri interioare opuse, bisectoarele unghiurilor exterioare ale celorlalte vârfuri (suplementarele celorlalte unghiuri interne) și bisectoarele unghiurilor formate la intersecția prelungirilor laturilor opuse.
Pentru calcule, o caracteristică mai utilă este aceea că un patrulater convex cu laturile succesive a, b, c, d este exscriptibil dacă și numai dacă suma a două laturi adiacente este egală cu suma celorlalte două laturi adiacente. Acest lucru este posibil în două moduri diferite, ca
{\displaystyle a+b=c+d}
sau ca
{\displaystyle a+d=b+c.}
Asta a fost demonstrat de Jakob Steiner în 1846. Notând laturile patrulaterullui ABCD cu a = AB, b = BC, c = CD și d = DA, în primul caz cercul exînscris se află în dreptul celui mai mare dintre unghiurile vârfurilor A sau C, în timp ce în al doilea caz se află în dreptul celui mai mare dintre unghiurile vârfurilor B sau D. Un mod de a combina aceste caracteristici referitoare la laturi este acela că valoarea absolută a diferențelor dintre laturile opuse sunt egale pentru cele două perechi de laturi opuse,
{\displaystyle |a-c|=|b-d|.}
Aceste ecuații sunt strâns legate de teorema lui Pitot pentru patrulaterele circumscriptibile, la care suma lungimilor laturilor opuse este egală pentru cele două perechi de laturi opuse.

### Teorema Urquhart
Dacă laturile opuse ale unui patrulater convex ABCD se intersectează în E și F, atunci
{\displaystyle AB+BC=AD+DC\quad \Leftrightarrow \quad AE+EC=AF+FC.}
Implicația spre dreapta este numită după L.M. Urquhart (1902–1966), deși a fost demonstrată cu mult înainte de Augustus De Morgan în 1841. Daniel Pedoe a numit-o „cea mai elementară teoremă din geometria euclidiană”' deoarece se referă doar la drepte și la distanțe. Că există de fapt o echivalență a fost demonstrat de Mowaffac Hajja, ceea ce face ca egalitatea spre dreapta să fie o altă condiție necesară și suficientă⁠(d) pentru ca un patrulater să fie exscriptibil.

### Comparație cu un patrulater circumscriptibil
Așa cum se poate vedea în tabelul următor, câteva dintre caracteristicile metrice ale patrulaterelor circumscriptibile (coloana din stânga a tabelului) au analoage foarte asemănătoare pentru patrulaterele exscriptibile (coloana din mijloc și din dreapta tabelului). Astfel, un patrulater convex are un cerc înscris sau un cerc circumscris în afara vârfului corespunzător (în funcție de coloană) dacă și numai dacă oricare una dintre cele cinci condiții necesare și suficiente de mai jos este îndeplinită.
| Cerc înscris                                                                                  | Cerc circumscris în afara lui A sau C                                                         | Cerc circumscris în afara lui B or D                                                          |
| --------------------------------------------------------------------------------------------- | --------------------------------------------------------------------------------------------- | --------------------------------------------------------------------------------------------- |
| {\displaystyle R_{1}+R_{3}=R_{2}+R_{4}}                                                       | {\displaystyle R_{1}+R_{2}=R_{3}+R_{4}}                                                       | {\displaystyle R_{1}+R_{4}=R_{2}+R_{3}}                                                       |
| {\displaystyle agh+cef=beh+dfg}                                                               | {\displaystyle agh+beh=cef+dfg}                                                               | {\displaystyle agh+dfg=beh+cef}                                                               |
| {\displaystyle {\frac {1}{h_{1}}}+{\frac {1}{h_{3}}}={\frac {1}{h_{2}}}+{\frac {1}{h_{4}}}}   | {\displaystyle {\frac {1}{h_{1}}}+{\frac {1}{h_{2}}}={\frac {1}{h_{3}}}+{\frac {1}{h_{4}}}}   | {\displaystyle {\frac {1}{h_{1}}}+{\frac {1}{h_{4}}}={\frac {1}{h_{2}}}+{\frac {1}{h_{3}}}}   |
| {\displaystyle \tan {\frac {x}{2}}\tan {\frac {z}{2}}=\tan {\frac {y}{2}}\tan {\frac {w}{2}}} | {\displaystyle \tan {\frac {x}{2}}\tan {\frac {w}{2}}=\tan {\frac {y}{2}}\tan {\frac {z}{2}}} | {\displaystyle \tan {\frac {x}{2}}\tan {\frac {y}{2}}=\tan {\frac {z}{2}}\tan {\frac {w}{2}}} |
| {\displaystyle R_{a}R_{c}=R_{b}R_{d}}                                                         | {\displaystyle R_{a}R_{b}=R_{c}R_{d}}                                                         | {\displaystyle R_{a}R_{d}=R_{b}R_{c}}                                                         |

Notațiile din acest tabel sunt următoarele: Într-un patrulater convex ABCD diagonalele se intersectează în P. R1, R2, R3, R4 sunt razele cercurilor circumscrise triunghiurilor ABP, BCP, CDP, DAP; h1, h2, h3, h4 sunt înălțimile din P pe laturile a = AB, b = BC, c = CD, respectiv d = DA în aceleași patru triunghiuri; e, f, g, h sunt distanțele dintre vârfurile A, B, C, D la P; x, y, z, w sunt unghiurile ABD, ADB, BDC, respectiv DBC ; iar Ra, Rb, Rc, Rd sunt razele cercurilor tangente exterior la laturile a, b, c, respectiv d și la extensiile celor două laturi adiacente laturilor respective.

## Suprafață
Un patrulater exscriptibil ABCD cu laturile a, b, c, d are aria
{\displaystyle \displaystyle K={\sqrt {abcd}}\sin {\frac {B+D}{2}}.}
Aceasta este aceeași formulă ca aceea pentru aria unui patrulater circumscriptibil și este derivată din formula Bretschneider în același mod.

## Raza cercului exînscris
Raza cercului exînscris unui patrulater exscriptibil cu laturile consecutive notate a, b, c, d este
{\displaystyle r={\frac {K}{|a-c|}}={\frac {K}{|b-d|}}}
unde K este aria patrulaterului. Pentru un patrulater exscriptibil cu laturi date, raza este maximă când patrulaterul este și inscriptibil (prin urmare, un patrulater exscriptibil bicentric). Aceste formule explică de ce toate paralelogramele au o rază infinită.

## Patrulater exscriptibil bicentric
Dacă un patrulater exscriptibil are un cerc circumscris este un patrulater exscriptibil bicentric. Atunci, deoarece are două unghiuri opuse suplementare, aria sa este
{\displaystyle \displaystyle K={\sqrt {abcd}}}
care este aceeași cu a unui patrulater bicentric.
Dacă x este distanța între centrul cercului circumscris și centrul cercului exînscris, atunci
{\displaystyle {\frac {1}{(R-x)^{2}}}+{\frac {1}{(R+x)^{2}}}={\frac {1}{r^{2}}},}
unde R și r sunt razele cercurilor circumscris, respectiv exînscris. Asta este aceeași ecuație din teorema Fuss pentru un patrulater bicentric. Însă la rezolvarea după x, pentru un patrulater exscriptibil bicentric se ia cealaltă rădăcină a ecuației de gradul al doilea decât pentru patrulaterul bicentric. Deci, pentru patrulaterul exscriptibil bicentric x va fi
{\displaystyle x={\sqrt {R^{2}+r^{2}+r{\sqrt {4R^{2}+r^{2}}}}}.}
Din această formulă rezultă
{\displaystyle \displaystyle x>R+r,}
ceea ce arată că cercul circumscris și cel exînscris nu se intersectează niciodată.